# Hedwig Meyer
Alwina Clara Hedwig Meyer (7. Oktober 1841 in Leipzig – nach 1916) war eine deutsche Theaterschauspielerin.

## Leben
Meyer wurde von Minona Frieb-Blumauer ausgebildet. Danach war sie drei Jahre lang als Jugendliche Liebhaberin am Thaliatheater in Hamburg tätig, ehe sie ans Wallnertheater in Wien wechselte. Sie wirkte an mehreren Berliner Bühnen und erhielt 1890 ein Engagement am Deutschen Theater in Berlin, wo sie bis 1894 blieb und vor allem Salondamen spielte. Nach diversen Engagements an größeren Theatern in Norddeutschland zog sie sich 1897 von der Bühne zurück. Danach lebte sie verheiratet in Berlin.
Ihre Geschwister waren die Schauspieler Clara Meyer und Adolf Meyer.

## Belege
1. ↑  Standesamt Berlin III: Heiratsregister. Nr. 23/1916.

Dieser Artikel basiert auf einem gemeinfreien Text aus Ludwig Eisenbergs Großem biographischen Lexikon der deutschen Bühne im 19. Jahrhundert, Ausgabe von 1903.
| Personendaten    | Personendaten |
| ---------------- | --- |
| NAME             | Meyer, Hedwig |
| ALTERNATIVNAMEN  | Meyer, Alwina Clara Hedwig (vollständiger Name); Schmidt, Alwina Clara Hedwig (Ehename); Hertz, Alwina Clara Hedwig (Ehename) |
| KURZBESCHREIBUNG | deutsche Theaterschauspielerin                                                                                                |
| GEBURTSDATUM     | 7. Oktober 1841 |
| GEBURTSORT       | Leipzig |
| STERBEDATUM      | nach 1916 |